# Mirko Raičević
Mirko Raičević (in serbo Mиpкo Paичeвић?; Podgorica, 22 marzo 1982) è un ex calciatore montenegrino, di ruolo centrocampista.

## Palmarès

### Club

#### Competizioni nazionali
- Campionato montenegrino: 2

Budućnost: 2007-2008
Mladost Podgorica: 2015-2016
- Coppa del Montenegro: 1

Mladost Podgorica: 2017-2018
- Perša Liha: 1

Hoverla: 2011-2012